# Radivoj Kašanin
Prof. dr. Radivoj Kašanin (Pelmonoštor, Austro-Ugarska, danas Beli Manastir, Hrvatska, 21. svibnja 1892. po starom kalendaru, 3. lipnja 1892. po novom kalendaru - Beograd, 30. listopada 1989.), matematičar, profesor sveučilišta, akademik.

## Djetinjstvo i školovanje
Njegovi preci s prezimenom Popović prešli su u 18. st. iz Hercegovine u Baranju. Potiče iz siromašne seljačke porodice. Rođen je u ubogoj kući u današnjoj Ulici Vladana Desnice (ranije Vuka Stefanovića Karadžića), Belomanastircima poznatoj kao Srpska ulica. Njegov otac Nikola Popović i majka Anka Kašanin nisu bili vjenčani pa su on i mlađi brat Milan Kašanin bili uvedeni u matične knjige rođenih pod majčinim prezimenom Kašanin. U rodnom mjestu završio je 4 razreda Srpske osnovne škole (1898-1902). Učiteljica mu je bila Smilja Dobrodolska iz Čerevića. Prva tri razreda srednje škole završio je u Klasičnoj gimnaziji u Osijeku (1902-1905), a ostalih pet u Srpskoj pravoslavnoj gimnaziji u Novom Sadu (1905-1910). Sva tri razreda u Osijeku položio je, kako se onda pisalo, s uspjehom prvog reda, s odlikom. U Osijeku je s njim boravila i o njemu se brinula njegova tetka Latinka, rođena sestra njegove majke, koja se nije udavala. Na kraju drugog razreda gimnazije razboljela mu se majka od upale pluća, koja je prešla u tuberkulozu. Umrla je kad je Radivoj pošao u treći razred. Otad se o njemu i njegovom bratu brinula tetka Latinka.
U gimnaziji je bio stipendist Zadužbine Đorđa Servickog, a na sveučilištu Zadužbine Gavre Adamoviću. Da prijeđe u novosadsku gimnaziju uredio je učitelj Somborac Jovan Slavković (koji je zamijenio rano preminulu Smilju Dobrodolsku), a u Novom Sadu ga je svesrdno prihvatio direktor gimnazije Vasa Pušibrk, pomogavši mu da na osnovu vrlo dobrih ocjena dobije solidnu stipendiju. Usto je za novac podučavao slabije učenike i time olakšao i školovanje brata Milana.

## Studij
Do 1914. godine studirao je matematiku i astronomiju na filozofskim fakultetima u Beču (1910/1911), Zagrebu (1911-1913) i Budimpešti (1913/1914). U Beču je na njega presudan utjecaj izvršio onda još mladi profesor Wilhelm Wirtinger, koji ga je svojim predavanjima i kolokvijima uputio u najmodernija logička raspoznavanja. U Zagrebu su za njegov daljnji razvoj najviše učinili profesor analize Vladimir Varićak (1865-1942) i profesor geometrije Juraj Majcen (1875-1924), kojima je, na trećoj godini, već bio asistent.

## Prvi svjetski rat
Kad je izbio Prvi svjetski rat, mobiliziran je u Austrougarsku vojsku i 1915. godine upućen na ruski front u Galiciji. Prebjegao je na rusku stranu i prijavio se kao dobrovoljac u Srpsku vojsku. U činu pješadijskog potporučnika postavljen je 1916. godine za ađutanta u I. pješadijskom puku. Učestvovao je u borbama u Dobrudži 1916, u Besarabiji 1917. i na Solunskom frontu 1918. godine. Demobiliziran je 1919. Odlikovan je ruskim odličjem Svete Ane (1917), engleskim Ratnim krstom s mačevima, srpskim odličjem "Belog orla sa mačevima" (1918) i Zlatnom medaljom za hrabrost (1919) te čehoslovačkim i rumunskim odličjima. U uniformi je bio pet godina i za to vrijeme, kako je sam govorio, ni novine nije čitao, a kamoli da se mogao posvetiti matematici.

## Sveučilišna karijera
U Parizu je, na Sorboni, 1920. nastavio studije. Tu je slušao predavanja i pratio seminare čuvenih francuskih matematičara Emila Pikara (Emile Picard; 1856-1941), Žaka Salomona Adamara (Jacques Salomon Hadamard; 1865-1963), Anrija Lebega (Henri Léon Lebesgue; 1875-1941), Pola Montela (Paul Antoine Aristide Montel), Eduara Gursaa (Edouard Jean-Baptiste Goursat), Andoajea i drugih. Pošto je položio ispite iz matematike, racionalne mahanike i astronomije, diplomirao je u XI. 1921. Doktorat "O analitičkim oblicima multiformnih funkcija" obranio je 20. XI. 1924, na Filozofskom fakultetu Sveučilišta u Beogradu. Za asistenta na Katedri za matematiku beogradskog Tehničkog fakulteta postavljen je 1922. kod profesora Bogdana Gavrilovića. Na toj su katedri tada su bili i profesori i akademici Mihajlo Petrović Alas (1868-1943) i Milutin Milanković (1879-1958). Docent je postao 1926, izvanredni profesor 1930. i 1939. redovni profesor na Tehničkom i Elektrotehničkom fakultetu. Dva puta je biran za rektora na Tehničkoj velikoj školi (1950/51. i 1951/52). Po svojoj molbi, umirovljen je kao redovni profesor na Elektrotehničkom fakultetu 30. IV. 1957. Za dopisnog člana SANU izabran je 2. III. 1946, a za redovnog 10. VI. 1955. Bio je sekretar Odjeljenja za tehničke nauke (1955-1959) i zamjenik predsjednika SANU (1957-59). On je prvi i zasad jedini Baranjac koji je postao akademik. Nalazio se 1946. među osnivačima Matematičkog instituta SANU, gdje je obavljao dužnost upravnika (1951-1958) i predsjednika Saveta (1958-1961). Godine 1935. postavljen je i za upravitelja Studentskog doma u Vukovom parku u Beogradu. Tu dužnost obavljao je 5 godina. Učestvovao je na svjetskom kongresu matematičara i održao niz predavanja u zemlji i inozemstvu. Kad je u Novom Sadu 1954. godine osnovan Filozofski fakultet, počeo je honorarno predavati geometriju na studijskog grupi za matematiku.

## Znanstveni rad
Objavio 28 znanstvenih i stručnih radova iz matematičke analize (teorija funkcija, diferencijalne jednadžbe), mehanike i astronomije. S akademikom Pavlom Savićem objavio je nekoliko radova iz geofizike, obradivši teoriju ponašanja materije pod vrlo velikim pritiscima i veoma visokim temperaturama. Spadao je među rijetke učenjake-enciklopediste - nije bilo oblasti matematike i srodnih znanosti koju nije dobro poznavao. Njegova "Bibliografija..." objavljena u ediciji "Biografije i bibliografije" (2002) ima 51 stavku, dok je u rukopisu ostalo 14 djela, koja se čuvaju u Arhivu SANU.
Napisao je "Višu matematiku" u tri dijela (1946, 1949. i 1950) i u nekoliko izdanja, koja je mnogim generacijama studenata služila kao odličan udžbenik. Bio je izuzetan predavač i mentor mnogih doktoranata. Dobio je nagradu Vlade FNRJ (1949.), odlikovan je Odličjem rada s crvenom zastavom. Dobitnik je Oktobarske nagrade Beograda (1963.) te Sedmojulske nagrade Srbije (1968). Zbog ogromnih zasluga za Sveučilište u Beogradu i za sve njegove tehničke fakultete, a posebno za elektrotehnički, dobio je 1973. godine titulu počasnog doktora Sveučilišta u Beogradu. Dobitnik je Povelje Mašinskog fakulteta u Beogradu i Povelje Prirodno-matematičkog fakulteta u Novom Sadu. Bio je glavni urednik časopisa "Publications mathématiques" u izdanju SANU.

## Privatni život
Veoma je volio grad svojih gimnazijskih dana - Novi Sad i uvijek se interesirao što ima novo. Sa svojim mlađim bratom Milanom stanovao je u sadašnjoj Baranjskoj ulici, koja je dobila ime po njegovom rodnom kraju. Supruga mu je bila Beograđanka Katarina, rođena Čabrić (1894-1977). Upoznao ju je 1917. godine u Odesi kao studentkinju medicine. Vjenčali su se u 11. mjesecu 1919. Imali su troje djece: Milana, farmaceuta (rođenog 1920), Radmilu Seku, udanu Đonović (1922-1993), i Veru, udanu Bodo (rođenu 1925), inženjera tehnologije u Winnipegu u Kanadi. U Beogradu je stanovao u Molerovoj ulici broj 43.

## Ime
U enciklopedijama, nekim knjigama i na internetu ime akademika Kašanina piše se u obliku Radivoje. U člancima Drage Njegovana i Radivoja Brnjevarca te u feljtonu Žike Živulovića napisano je u obliku Radivoj. U Baranji to ime u pravilu ime oblik Radivoj, ali se ponekad razgovorno izgovara i kao Radivoja. U članku Dragomira Simeunovića kaže se da je ime Radivoj zapisano u krštenici i svim dokumentima do dolaska u Rusiju 1915. godine. Kad se tamo pomiješao sa Srbima, prekrstili su ga u Radivoje u vojnim dokumentima i u uvjerenju o jugoslavenskom državljanstvu. Na svim publiciranim radovima tiskano je R. Kašanin.
U feljtonu Ž. Živulovića sam Kašanin kaže:
"Zamislite, pop nije htio da me krsti! Izvikao se na mog oca. Kakvo je to ime Radivoj?! Srpsko nije, već tursko. Kakva su to izmišljanja nastala! Srbi su potpuno poludili. Sin ti se rodio na svetog Konstantina. Zašto mu ne daš ime Kosta? Ili po tvom ocu, Mojo. Ili po ocu tvoje žene, Jakšo. Radivoj! Ne može. Otac ga je mirno saslušao i zaprijetio. Ako neće prihvatiti ovo ime, on će otići u švapsku crkvu i tamo će me krstiti. Naravno, popa je brzo pristao na ime..."

## Zanimljivosti
Bio je poznat po strogosti i pravednosti, ali ništa manje i po nebrojenim anegdotama koje su generacije studenata pričale i izmišljale o njemu. Po broju tih anegdota on je na prvom mjestu u povijesti Beogradskog sveučilišta. 
Kod njega je matematiku učilo 35 generacija, što iznosi blizu 20.000 studenata. Od 1922. do 1941. nema praktično nijednog inženjera koji nije prošao kroz njegove ruke. Bio je beskompromisni borac protiv neznanja i nerada, diletantizma i švindleraja. Pred Drugi svjetski rat srušio je cijelu jednu jednu generaciju, sto jednog studenta odstranio je s ispita zbog prepisivanja. Bio je nepotkupljiv, do neizlječenja alergičan na intervencije i pokušaje protekcije.
Poslije Drugog svjetskog rata jedna delegacija studenata obišla je nekoliko najviših rukovoditelja tadašnje Jugoslavije i požalila se na njegova rušenja na ispitima. Moša Pijade je odbio razgovore o tome, proglasio se nenadležnim. Republički ministar prosvjete Milovan Đilas pitao ih je ruši li samo komuniste, a oni su mu odgovorili: "Ne, ruši sve!". Veljko Vlahović im je rekao da je bio njegov student i da je prvi put pao na ispitu, a kad se bolje spremio - položio je. Na kraju su otišli kod Borisa Kidriča, koji im je odsjekao: "Više volim njegovih pedeset inženjera, nego vaših pet stotina".